# 岩国市立玖珂中学校
岩国市立玖珂中学校（いわくにしりつ くがちゅうがっこう）は、山口県岩国市玖珂町にある公立中学校。

## 沿革
- 1947年 - 玖珂町立玖珂中学校として発足。
- 1954年 - 1回目の新校舎が建設。
- 1963年 - 生徒数がピークとなり、600人を超す。
- 1983年 - 現在の校舎が建設。

## 部活動
運動部
- 軟式野球部
- 男子ソフトテニス部
- 女子ソフトテニス部
- 男子卓球部
- 女子卓球部
- 男子バスケットボール部
- 女子バスケットボール部
- 女子バレーボール部
- 柔道部
- サッカー部
- ホッケー部　(山口県内唯一)

文化部
- 美術文芸部
- 吹奏楽部

## 不祥事
- 山口県教育委員会は、59歳の女性教師が2018年12月から翌年1月にかけて5日間無断欠勤をしたとして3ヶ月間減給10分の1の懲戒処分とした[1]。